# 凤凰山站 (宣威市)
凤凰山站是位于云南省宣威市来宾镇的一个铁路车站，邮政编码655402。车站建于1965年，有贵昆铁路经过该站，现仅办理货运，不办理客运业务，车站及其上下行区间均已电气化。车站距离贵阳站373公里，隶属昆明铁路局，是四等站。该站是昆明局与成都局在沪昆线上的局界站。